# Каракол (приток Урсула)
Карако́л — река в России, протекает по Республике Алтай. Устье реки находится на 50 км по правому берегу реки Урсул. Длина реки составляет 42 км.
Притоки Каракола: Боочи, Арыгем, Сору, Аккем, Мултур, Мажи, Катыргат, Байджера.
В верховье протекает через небольшое озеро.
На берегах реки расположены несколько поселений — Бичиктубом, Боочи и Кулада.

## Достопримечательности
В долине реки Каракол находится природный парк «Уч-Энмек», на территории которого обнаружено около пяти тысяч историко-культурных памятников от 3 тыс. лет до н. э. до VI—VIII века н. э.

## Данные водного реестра
По данным государственного водного реестра России относится к Верхнеобскому бассейновому округу, водохозяйственный участок реки — Катунь, речной подбассейн реки — Бия и Катунь. Речной бассейн реки — (Верхняя) Обь до впадения Иртыша.